# みつきかこ
みつき かこ（2月12日 - ）は、日本の漫画家。血液型はB型。水瓶座。東京都出身、神奈川県育ち。
デビュー作、「晴れた日は傘さして。」 2004年の『デラックスBetsucomi冬の超!特大号』（小学館）に掲載。
2021年4月現在、『プチコミック』（同）にて『ラブファントム』を連載している。
細めの描線と強気な男に次第にとろかされる女の子の描写が売り。性描写は本番までありだが具体的な描写は少なめ。

## 作品リスト
- ぜんぶ、はじめて。(小学館、全1巻、2005/3/25)
- 片恋の月(小学館、全1巻、2005/12/20)
- あい・ひめ〜愛と秘めごと〜 (小学館、全3巻、2006/8/25-2007/6/26)
- すき、ところによりアラシ。(小学館、全1巻、2006/12/21)
- キス/はぐ (小学館、全3巻、2007/12-2008/9/26)
- 月のワルツ(小学館、全1巻、2009/1/26)
- ソラログ (小学館、全4巻、2009/4/24-2010/6/25)
- 蜜愛セレブ(オムニバス、小学館、全1巻、2010/6/25)【B・Fロマンス】
- DEAR! (小学館、全2巻、2010/11/26-2011/4/26)
- 最×愛 (小学館、全2巻、2011/10/26-2012/3/26)
- Pure Love Seasons 4 冬〜ずっといっしょ〜 (オムニバス単行本シリーズ、小学館、全1巻、2013/1/25)
- ワナ・ラブ(小学館、全1巻、2013/10/10)
- Sラブ (小学館、全2巻、2014/8/8-2014/12/10)
- 社外恋愛 (オムニバス単行本シリーズ、小学館、全1巻、2014/9/10)【プレイラブ】
- ラブファントム (連載中)(小学館、既刊13巻、2015/6/10-)
- プレイラブ(小学館、全1巻、2016/9/9)